# アナフィラキシー低速反応物質

LTC_{4}

LTD_{4}

LTE_{4}

アナフィラキシー低速反応物質(英: slow reacting substance of anaphylaxis;SRS-A)とはロイコトリエンC4(LTC4)、D4(LTD4)、E4(LTE4)の複合体。肥満細胞は炎症を含むアナフィラキシー反応でSRS-Aを分泌する。SRS-Aは好塩基球でも認められる。
SRS-Aは緩慢な平滑筋収縮を誘導し、喘息における主要な気管支収縮物質である.。